# نورکافت
نورکافت یا فتولیز (به انگلیسی: Photodissociation یا photolysis یا photodecomposition) در علم شیمی عبارت است از تجزیه شیمیایی یک ماده شیمیایی به اجزا ساده‌تر آن در اثر تابش یک شعاع نوری که این شعاع نوری به محدوده امواج نور مرئی محدود نمی‌باشد و هر تابش موجی که حامل انرژی است می‌تواند باعث این پدیده شود. از نمونه‌های این واکنش تبدیل مولکول‌های اوزون به اکسیژن تنفسی است که موجب جذب امواج فرابنفش در لایه اوزون می‌شود.
2 O3 → 3 O2